# Victot-Pontfol
Victot-Pontfol is een voormalige gemeente in het Franse departement Calvados (regio Normandië) en telt 119 inwoners (2009). De plaats maakt deel uit van het arrondissement Lisieux.

## Geschiedenis
Victot-Pontfol is op 1 januari 2025 gefuseerd met de gemeente Gerrots tot de gemeente Victot-en-Auge.

## Geografie
De oppervlakte van Victot-Pontfol bedraagt 11,0 km², de bevolkingsdichtheid is dus 10,8 inwoners per km².
De onderstaande kaart toont de ligging van Victot-Pontfol met de belangrijkste infrastructuur en aangrenzende gemeenten.

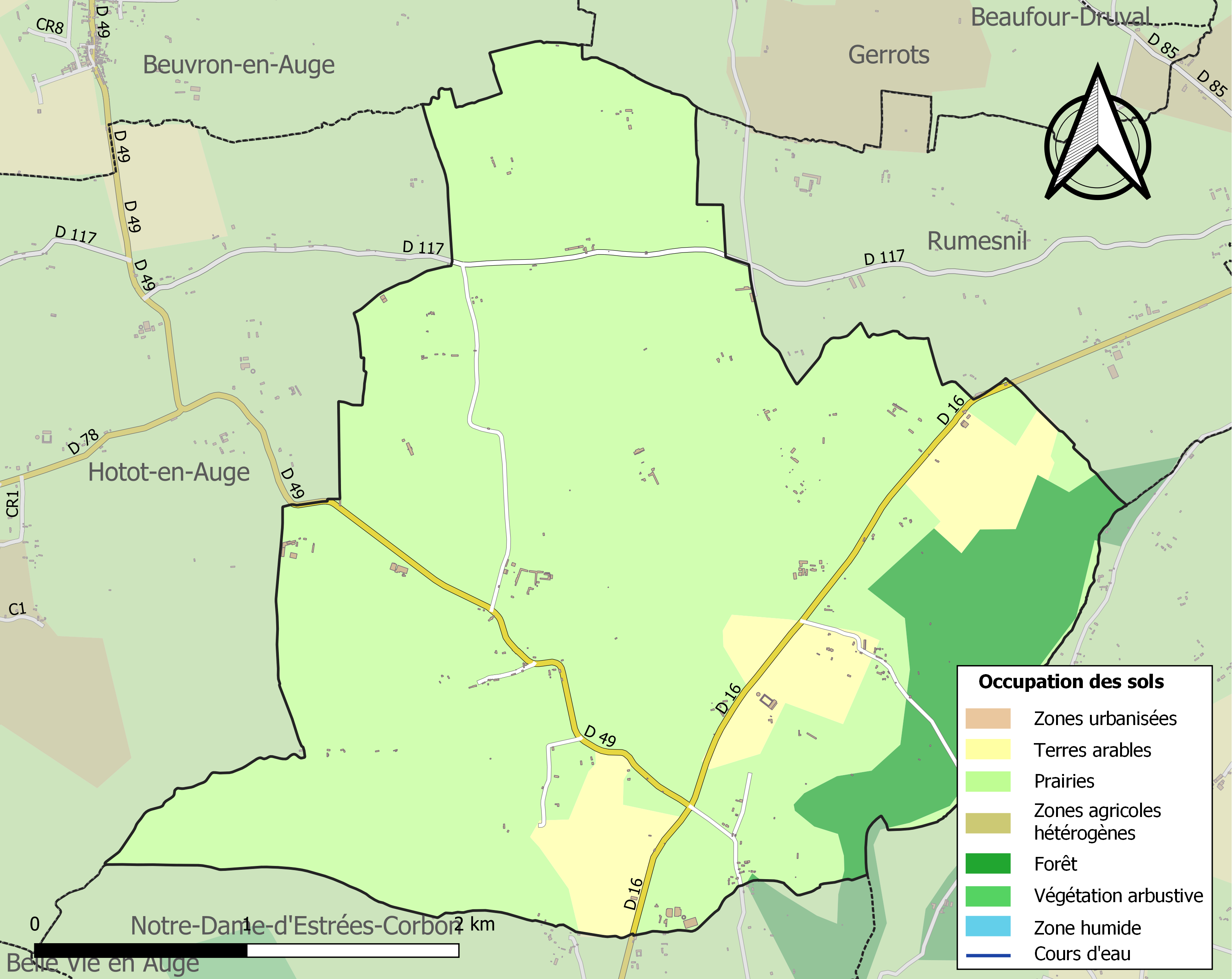

## Demografie
Onderstaande figuur toont het verloop van het inwonertal (bron: INSEE-tellingen).
Vanwege een beveiligingsprobleem met de MediaWiki Graph-software is het momenteel niet mogelijk deze grafiek weer te geven. Zodra de software is bijgewerkt zal de grafiek vanzelf weer zichtbaar worden.